# 徳善義和
徳善 義和（とくぜん よしかず、1932年3月29日 - 2023年1月3日）は、日本の牧師、神学博士。エキュメニズムの立場から、教会史を講義している。ワルトブルクルーテル神学校より、名誉神学博士号を受ける。ルーテル学院大学、日本ルーテル神学校名誉教授。

## 経歴
東京府生まれ。1954年東京大学工学部卒業。1960年立教大学大学院文学研究科組織神学専攻博士課程中退。1957年日本ルーテル神学校卒業。卒業後、日本ルーテル千葉教会牧師、稔台教会牧師を経て、1964年より日本ルーテル神学大学（現：ルーテル学院大学）の学校専任教員になる。その間、ドイツのハンブルク大学、ハイデルベルク大学に留学する。
1972年より、日本ルーテル神学大学の教授になる。1985年に、新設されたルター研究所所長を務める。その間、青山学院大学、東京女子大学、慶應義塾大学、立教大学、國學院大學、東京神学大学などで非常勤講師を務める。台湾、インド、アメリカ、ドイツなどで客員教授を務める。
1994年より、日本キリスト教協議会（NCC）副議長を務める。1997年より議長になる。日本エキュメニカル協会の理事長を務める。協会では、エキュメニカル運動に貢献のあった人物に毎年、エキュメニカル功労賞を授与している。2014年に日本キリスト教文化協会よりキリスト教功労者として顕彰された。
2023年1月3日、死去。90歳没。

## 著書
- キリスト教入門（聖文舎、1967年）
- 信仰入門（聖文舎、1967年）
- 神の乞食 ルター・その生と信仰（聖文舎、1972年）
- アウグスブルク信仰告白の解説（聖文舎、1979年）
- ルターと宗教改革辞典（教文館、1995年）
- 自由と愛に生きる『キリスト者の自由』全訳と吟味（教文館、1996年）
- マルティン・ルター―ことばに生きた改革者（2012年、岩波新書） ISBN 4004313724

## 訳書
- ペーター・マンス『宗教改革とルターの生涯』（聖文舎、1983年）
- ルター『ガラテヤ大講解』（上下、聖文舎、1985年-1986年）
- ルター『ローマ書講義』（聖文舎、1991年）
- ルター『イエス・キリストについて』（教文館、2010年）
- ルター『キリスト者の自由 訳と注解』（教文館、2011年）